# Nova Zelândia nos Jogos Olímpicos de Verão de 2012
A Nova Zelândia competiu nos Jogos Olímpicos de Verão de 2012, que aconteceram na cidade de Londres, no Reino Unido, de 27 de julho até 12 de agosto de 2012.

## Medalhas
| Atleta                       | Esporte | Evento                     | Medalha |
| ---------------------------- | ------- | -------------------------- | ------- |
| Mahé Drysdale                | Remo    | Skiff simples masculino    | Ouro    |
| Eric Murray Hamish Bond      | Remo    | Dois sem masculino         | Ouro    |
| Nathan Cohen Joseph Sullivan | Remo    | Skiff duplo masculino      | Ouro    |
| Storm Uru Peter Taylor       | Remo    | Skiff duplo leve masculino | Bronze  |

## Desempenho

### Atletismo
Os atletas da Nova Zelândia até agora alcançaram índices de classificação nos seguintes eventos (máximo de três atletas por índice A e um por índice B):
Eventos com um atleta classificado por índice A:
- Arremesso de peso feminino

### Canoagem slalom
Masculino
| Atleta         | Evento | Preliminar | Preliminar | Preliminar | Preliminar | Semifinais | Semifinais | Final       | Final       |
| Atleta         | Evento | Descida 1  | Descida 2  | Total      | Posição    | Tempo      | Posição    | Tempo       | Posição     |
| -------------- | ------ | ---------- | ---------- | ---------- | ---------- | ---------- | ---------- | ----------- | ----------- |
| Michael Dawson | K-1    | 90s90      | 88s58      | 88s58      | 8º         | 207s63     | 15º        | Não avançou | Não avançou |

Feminino
| Atleta      | Evento | Preliminar | Preliminar | Preliminar | Preliminar | Semifinais | Semifinais | Final       | Final       |
| Atleta      | Evento | Descida 1  | Descida 2  | Total      | Posição    | Tempo      | Posição    | Tempo       | Posição     |
| ----------- | ------ | ---------- | ---------- | ---------- | ---------- | ---------- | ---------- | ----------- | ----------- |
| Luuka Jones | K-1    | 109s23     | 258s69     | 109s23     | 15º        | 121s41     | 14º        | Não avançou | Não avançou |

### Futebol
Masculino
| Equipe | Equipe | Fase de grupos                              | Fase de grupos | Quartas                | Semifinal              | Final                  | Pos. |
| Equipe | Equipe | Adversário e resultado                      | Pos.           | Adversário e resultado | Adversário e resultado | Adversário e resultado | Pos. |
| --- | --- | ------------------------------------------- | -------------- | ---------------------- | ---------------------- | ---------------------- | ---- |
| Jake Gleeson Tim Payne Ian Hogg Tim Myers Tommy Smith Ryan Nelsen Kosta Barbarouses Michael McGlinchey Shane Smeltz | Chris Wood Marco Rojas Adam Thomas Alex Feneridis James Musa Cameron Howieson Dakota Lucas Adam McGeorge Michael O'Keeffe | BLR Bielorrússia D 0-1 EGY Egito BRA Brasil |                |                        |                        |                        |      |

Feminino
| Equipe | Equipe | Fase de grupos                            | Fase de grupos     | Quartas                | Semifinal              | Final                  | Pos. |
| Equipe | Equipe | Adversário e resultado                    | Pos.               | Adversário e resultado | Adversário e resultado | Adversário e resultado | Pos. |
| --- | --- | ----------------------------------------- | ------------------ | ---------------------- | ---------------------- | ---------------------- | ---- |
| Jenny Bindon Ria Percival Anna Green Katie Hoyle Abby Erceg Rebecca Smith Ali Riley Hayley Moorwood Amber Hearn | Sarah Gregorius Kirsty Yallop Betsy Hassett Rosie White Kristy Hill Rebekah Stott Annalie Longo Hannah Wilkinson Rebecca Rolls | D 0-1 BRA Brasil D 0-1 CMR Camarões V 3-1 | USA Estados Unidos |                        |                        |                        |      |

### Halterofilismo(1 atleta)
Masculino
| Atleta           | Evento | Arranque (kg) | Arremesso (kg) | Total (kg) | Posição |
| ---------------- | ------ | ------------- | -------------- | ---------- | ------- |
| Richie Patterson | -85kg  | 150,0         | 186,0          | 336,0      | 14º     |

### Natação
Feminino
| Atletas           | Evento       | Eliminatórias | Eliminatórias | Semifinal   | Semifinal   | Final       | Final       |
| Atletas           | Evento       | Tempo         | Posição       | Tempo       | Posição     | Tempo       | Posição     |
| ----------------- | ------------ | ------------- | ------------- | ----------- | ----------- | ----------- | ----------- |
| Lauren Boyle      | 400 m livre  | 4min03s63 Q   | 4º            |             |             | 4min06s25   | 8º          |
| Lauren Boyle      | 800 m livre  | 8min25s91 Q   | 5º            | 8min22s72   | 4º          |             |             |
| Melissa Ingram    | 100 m costas | 1min01s94     | 30º           | Não avançou | Não avançou | Não avançou | Não avançou |
| Melissa Ingram    | 200 m costas | 2min10s63     | 17º           | Não avançou | Não avançou | Não avançou | Não avançou |
| Natalie Wiegersma | 200 m medley | 2min16s24     | 26º           | Não avançou | Não avançou | Não avançou | Não avançou |
| Natalie Wiegersma | 400 m medley | 4min44s78     | 19º           |             |             | Não avançou | Não avançou |

### Remo
Masculino
| Equipe                                            | Evento           | Eliminatórias | Eliminatórias | Repescagem | Repescagem | Quartas | Quartas  | Semifinal | Semifinal         | Final   | Final                |
| Equipe                                            | Evento           | Tempo         | Posição       | Tempo      | Posição    | Tempo   | Posição  | Tempo     | Posição           | Tempo   | Posição (Pos. final) |
| ------------------------------------------------- | ---------------- | ------------- | ------------- | ---------- | ---------- | ------- | -------- | --------- | ----------------- | ------- | -------------------- |
| Mahé Drysdale                                     | Skiff simples    | 6m49s69       | 1º Q          | BYE        | BYE        | 6m54s86 | 1º S A/B | 7m18s11   | 1º FA             | 6m57s82 | Medalha de ouro      |
| Eric Murray Hamish Bond                           | Dois sem         | 6m08s50       | 1º S          | BYE        | BYE        |         |          | 6m48s11   | 1º FA             | 6m16s65 | Medalha de ouro      |
| Joseph Sullivan Nathan Cohen                      | Skiff duplo      | 6m11s30       | 1º S          | BYE        | BYE        | 6m19s79 | 2º FA    | 6m31s67   | Medalha de ouro   |         |                      |
| Peter Taylor Storm Uru                            | Skiff duplo leve | 6m37s02       | 2º S A/B      | BYE        | BYE        | 6m36s71 | 2º FA    | 6m40s86   | Medalha de bronze |         |                      |
| Chris Harris Sean O'Neill Jade Uru Tyson Williams | Quatro sem       | 5m51s84       | 4º R          | 6m03s66    | 3º S       | 6m06s36 | 4º FB    | 6m11s97   | 5º (11º)          |         |                      |

Feminino
| Equipe     | Evento        | Eliminatórias | Eliminatórias | Repescagem | Repescagem | Quartas | Quartas  | Semifinal | Semifinal | Final   | Final                |
| Equipe     | Evento        | Tempo         | Posição       | Tempo      | Posição    | Tempo   | Posição  | Tempo     | Posição   | Tempo   | Posição (Pos. final) |
| ---------- | ------------- | ------------- | ------------- | ---------- | ---------- | ------- | -------- | --------- | --------- | ------- | -------------------- |
| Emma Twigg | Skiff simples | 7m40s24       | 1º Q          | BYE        | BYE        | 7m39s07 | 2º S A/B | 7m46s71   | 3º FA     | 8m01s76 | 4º                   |

### Taekwondo
A Nova Zelândia conseguiu vaga para três categorias de peso, todas conquistadas no qualificatório asiático, realizado em Nouméa, na Nova Caledônia:
- até 68 kg masculino;
- até 80 kg masculino;
- até 57 kg feminino.

### Triatlo
| Atleta         | Evento    | Natação (1,5 km) | Ciclismo (40 km) | Corrida (10 km) | Tempo total | Posição |
| -------------- | --------- | ---------------- | ---------------- | --------------- | ----------- | ------- |
| Ryan Sissons   | Masculino | 18m05            | 59m45            | 31m31           | 1h50m27     | 33º     |
| Bevan Docherty | Masculino | 17m26            | 58m51            | 31m12           | 1h48m35     | 12º     |
| Kris Gemmell   | Masculino | 17m26            | 58m48            | 31m31           | 1h48m52     | 15º     |
| Andrea Hewitt  | Feminino  | 20m10            | 1h05m56          | 34m30           | 2h00m36     | 6º      |
| Nicky Samuels  | Feminino  | 19m46            | 1h07m00          | 36m50           | 2h04m48     | 35º     |
| Kate McIlroy   | Feminino  | 20m12            | 1h06m02          | 35m14           | 2h01m38     | 10º     |